# Organické sloučeniny hliníku

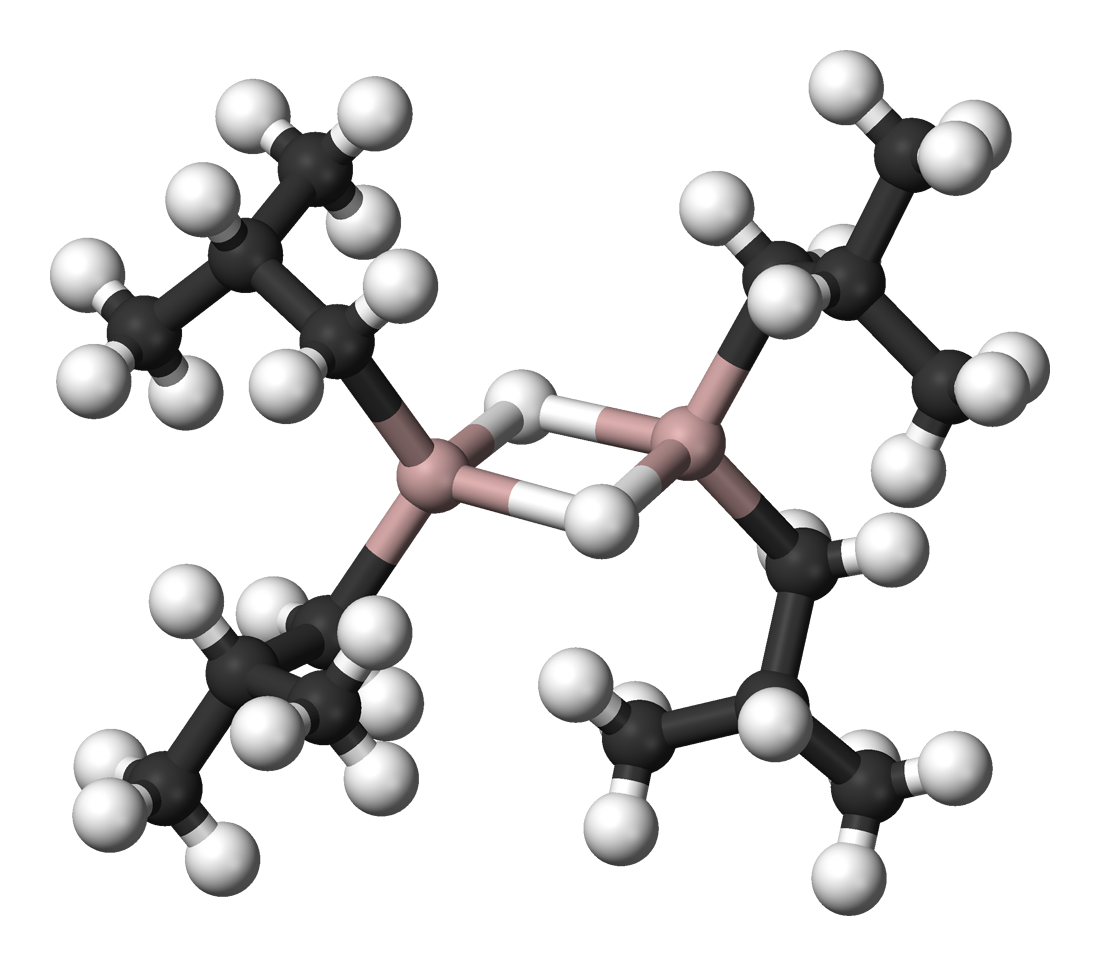
Model molekuly diisobutylhydridu hlinitého; hliník je znázorněn růžově, uhlík černě a vodík bíle.

Organické sloučeniny hliníku, též organohlinité sloučeniny, jsou chemické sloučeniny obsahující vazby mezi atomy uhlíku a hliníku. Jedná se o jednu z nejdůležitějších skupin organokovových sloučenin. Příklady sloučenin jsou dimerní trimethylhliník, monomerní triisobutylhliník a sloučenina titanu a hliníku nazývaná Tebbeovo činidlo. Vlastnosti organohlinitých sloučenin lze vysvětlit skrz polaritu vazby C−Al a vysokou Lewisovskou kyselostí trikoordinovaných sloučenin.
V průmyslu se tyto sloučeniny nejčastěji používají na výrobu polyalkenů.

## Historie
První organohlinitá sloučenina, (C2H5)3Al2I3, byla objevena v roce 1859. Větší rozvoj nastal v 50. letech 20. století, kdy Karl Ziegler objevil přímou přípravu trialkylhlinitých sloučenin a zapojil je do katalytických polymerizací alkenů. Za tento objev poté získal Nobelovu cenu za chemii.

## Struktura

### Hlinité sloučeniny

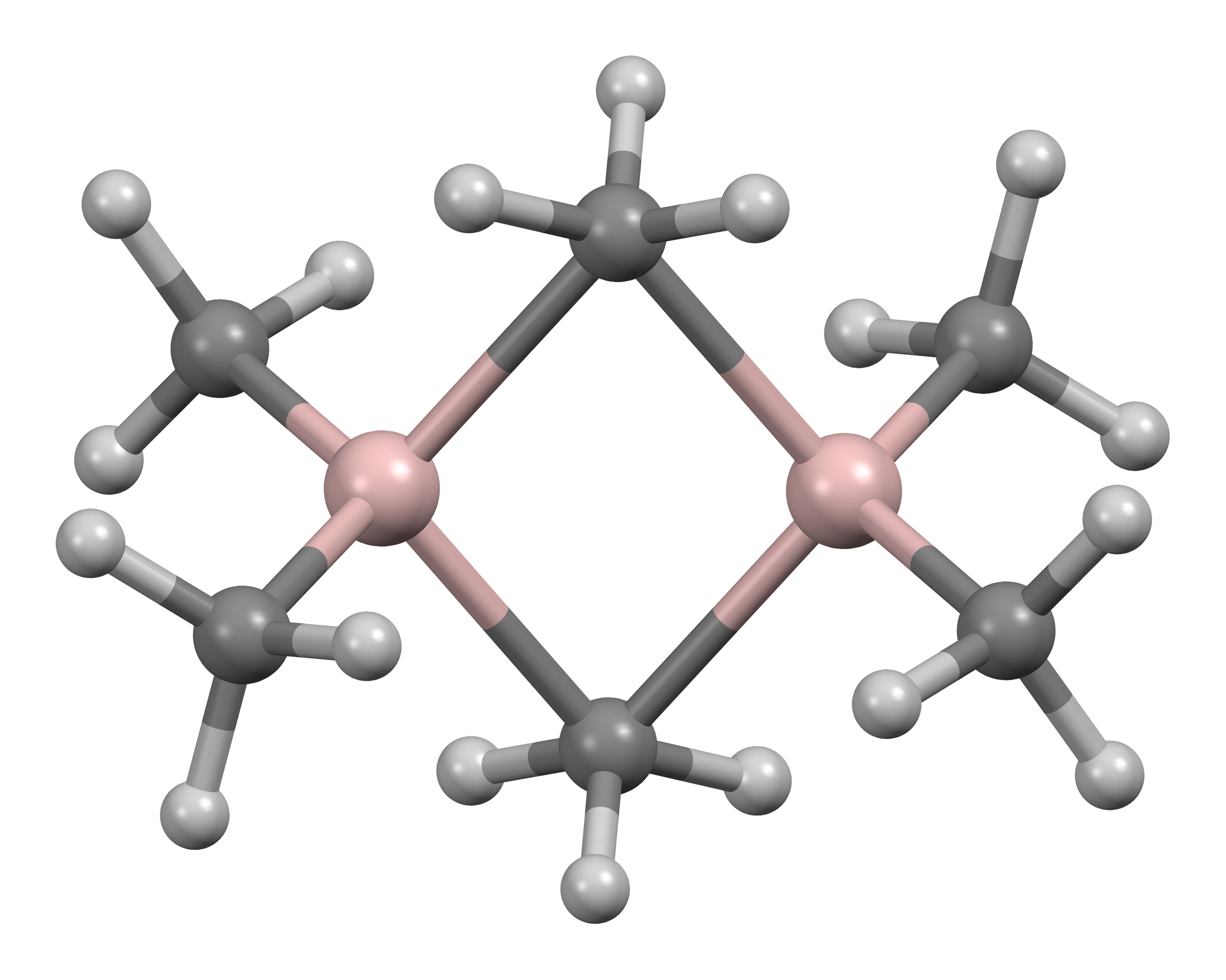
Struktura trimethylhliníku, sloučeniny s pětikoordinovaným uhlíkem

Organohlinité sloučeniny mají obvykle tříkoordinovaná nebo čtyřkoordinovaná Al centra, u anorganických ligandů, jako například fluoridových aniontů, byla zjištěna i vyšší koordinační čísla. Jak je běžné i v jiných případech, tak čtyřkoordinované atomy nejčastěji vytváří tetraedrické struktury. Oproti boru má hliník větší atom a snadněji na sebe naváže čtyři uhlíkové ligandy. Triorganohlinité sloučeniny jsou tak často dimerní s dvojicí můstkových alkylových ligandů, příkladem může být sloučenina Al2(C2H5)4(μ-C2H5)2;i když bývá obvykle nazývána triethylhlíník, tak obsahuje dvě Al centra a šest ethylových skupin. Pokud organohlinitá sloučenina obsahuje hydridovou nebo halogenidovou skupinu, tak obvykle můstky vytváří tyto menší ligandy. Koordinační číslo 3 se objevuje, když jsou na hliník navázány rozměrné skupiny, například mesityl u trimesitylhliníku, Al(Mes)3, či isobutyl.

#### Výměna ligandů v trialkylahlinitých sloučeninách
Trialkylhlinité sloučeniny často vytvářejí dynamické rovnováhy, vedoucí k výměnám můstkových a koncových ligandů i ligandů mezi dimery. I nekoordinujících rozpouštědlech probíhá výměna Al-Me velmi rychle, to bylo potvrzeno spektroskopií protonové nukleární magnetické rezonance; při −25 °C obsahovalo 1H NMR spektrum Me6Al2 dva signály v poměru 1:2, jak bylo očekáváno na základě struktury pevné formy. Při 20 °C byl pozorován pouze jeden signál, protože byla výměna koncových a můstkových methylových skupin příliš rychlá, než aby mohla být rozlišena pomocí NMR. Vysoká Lewisovská kyselost monomerních částic je dána velikostí hlinitého centra a jeho snahou o dosažení elektronového oktetu.

### Organické sloučeniny hliníku v nízkých oxidačních číslech
První organohlinitá sloučenina s vazbami Al-Al byla popsána roku 1988, šlo o (((Me3Si)2CH)2Al)2. Takovéto molekuly se obvykle získávají redukcemi dialkylhlinitých chloridů draslíkem:
(R2AlCl)2 + 2 K → R2Al-AlR2 + 2 KCl
Další významnou skupinou jsou tetraalany obsahující čtyři Al+ centra. Mají tetraedranová jádra, jak lze vidět na následujícím znázornění (Cp*Al)4 a ((Me3Si3C)Al)4. Shluk [Al12(i-Bu)12]2− byl vytvořen při výzkumu redukce organohlinitých sloučenin. Tento dianion má strukturu dvacetistěnu odpovídající dodekaboritanovému aniontu ([B12H12]2−). Formální oxidační číslo hliníku je zde menší než 1..

## Příprava a výroba

### Z alkylhalogenidů a hliníku
Průmyslově se jednoduché alkylované sloučeniny hliníku typu Al2R6 (R = Me, Et) vyrábějí v dvoufázovém procesu, který začíná alkylací práškového hliníku:
2 Al + 3 CH3CH2Cl → (CH3CH2)3Al2Cl3
Reakce je podobná výrobě Grignardových činidel. Produkt se vzorcem (CH3CH2)3Al2Cl3lze následně převést na triorganohlinité sloučeniny pomocí redukce:
2 (CH3CH2)3Al2Cl3 + 6 Na → (CH3CH2)6Al2 + 2 Al + 6 NaCl
Tento postup se používá na výrobu trimethylhliníku a triethylhliníku.

### Hydroalumince
Práškový hliník za přítomnosti vodíku přímo reaguje s některými koncovými alkeny. Proces se skládá ze dvou částí, v první se vytvoří dialkylhlinité hydridy. Reakce se obvykle provádí za vyšších teplot a vyžadují aktivaci trialkylhlinitými sloučeninami:
6 Al + 3 H2 + 12 CH2=CHR → 2 [HAl(CH2CHR)2]3
Pokud R skupina není příliš objemná, tak bývá produkt většinou trimerní. V následujícím kroku reaguje hydrid s dalším přídavkem alkenu a vznikne konečný produkt:
2 [HAl(CH2CHR)2]3 + 3 CH2=CHR → 3 [Al2(CH2CHR)3
Diisobutylhliník, jenž vytváří dimer, se získává hydridovou eliminací z triisobutylhliníku:
2 i-Bu3Al → (i-Bu2AlH)2 + 2 (CH3)2C=CH2

### Karboaluminace
Organohlinité sloučeniny mohou reagovat s alkeny a alkyny za adice jedné organylové skupiny a kovu na násobnou vazbu; tato reakce se nazývá karboaluminace; může probíhat čistě tepelně za katalýzy přechodným kovem. Při nekatalyzované reakci je u substituovaných alkenů možná pouze monoadice. Při použití ethenu mají vzniklé produkty Poissonovo rozdělení vyšších alkylaluminovaných sloučenin. Reakce je u 1-alkenů regioselektivní. ZACA reakce, kterou objevil Eiči Negiši, je asymetrická karboaluminace alkenů katalyzovaná derivátem zirkonocenu.
Methylaluminace alkynů za přítomnosti Cp2ZrCl2 se používá na stereospecifickou přípravu trisubstituovaných alkenů, které jsou často obsaženy v terpenech a polyketidech. Syntézu (E)-4-jodo-3-methylbut-3-en-1-olu, znázorněnou níže, je jednou z těchto reakcí:
U koncových alkynů mívá reakce dobrou regioselektivitu (>90:10) a je výhradně syn-selektivní, a to i tehdy, když se v reakční směsi nachází propargylové či homopropargylové substituenty na heteroatomu. Při rozšiřování toho postupu na alkylaluminace vyššími alkyly byly ovšem dosaženy nižší výtěžnosti a špatné regioselektivity.

### Příprava v laboratoři
I když jsou nižší alkylhlinité sloučeniny komerčně dostupné a nepříliš drahé, tak byla vyvinuta řada způsobů jejich laboratorní přípravy, například pomocí podvojných záměn nebo transmetalace. Reakcemi chloridu hlinitého s RLi nebo RMgX vznikají trialkylované sloučeniny:
AlCl3 + 3 BuLi → Bu3Al + 3 LiCl
Transmetalace:
2 Al + 3 HgPh2 → 2 AlPh3 + 3 Hg

## Reakce
V důsledku rozdělení nábojů mezi atomy hliníku a uhlíku organohlinité sloučeniny snadno reagují s elektrofily.

### Lewisovská kyselost
Organohlinité sloučeniny patří podle teorie HSAB mezi tvrdé kyseliny a tvoří adukty se zásadami, například pyridinem, tetrahydrofuranem a terciárními aminy. Tyto adukty mají tetraedrické Al centra.

### Reakce s elektrofily
Vazba Al–C je polarizovaná a atom uhlíku navázaný na hliník je tak silně zásaditý. Reakcemi organohlinitých sloučenin s kyselinami vznikají alkany, s alkoholy se vytváří alkoxidy:
AlR'3 + ROH → 1/n (R'2Al−OR)n + R'H
Lze použít mnoho různých kyselin, i jednoduché minerální kyseliny.
Reakcemi s aminy vznikají amidové deriváty. Reakcemi oxidu uhličitého s trialkylhlinitými sloučeninami se vytváří dialkylhlinité karboxyláty a následně alkylhlinité dikarboxyláty:
AlR3 + CO2 → R2AlO2CR
R2AlO2CR + CO2 → RAl(O2CR)2
Přeměna se podobá karbonaci Grignardových činidel.
Podobně se reakcemi trialkylhlinitých sloučenin s oxidem uhličitým dají připravit alkoholy, alkeny nebo ketony.
Působením kyslíku lze získat příslušné alkoxidy, jež mohou být hydrolyzovány na alkoholy:
AlR3 + 3/2 O2 → Al(OR)3
Je znám také organohlinitý organický peroxid [{HC[C(Me)N-C6H5]2}Al(R)-O-O-CMe3] [R=CH(SiMe3)2].
Reakce čistých trialkylhlinitých sloučenin s vodou, alkoholy, fenoly, aminy, oxidem uhličitým, oxidy síry, oxidy dusíku, halogeny a halogenovanými uhlovodíky mohou být nebezpečné.

### Polymerizace alkenů
V průmyslu se organohlinité sloučeniny, jako je methylaluminoxan, používají jako katalyzátory polymerizace alkenů.